# Shane Connor
Shane Connor (ur. 3 kwietnia 1959 w Woodville, Australia) – australijski aktor telewizyjny i filmowy. Reżyser i scenarzysta.

## Życiorys
Shane Connor ukończył Victorian College of the Arts w Melbourne w 1980 roku.
Connor pracował w Wielkiej Brytanii, w pantomimie. Pojawił się także jako gość w brytyjskim reality show The Salon.
Dwukrotnie żonaty: 1. Karen (1987–1992, rozwód), córka Jessica (ur. 1988); 2. Nell Feeney-Connor (1994–1997, rozwód), bliźnięta: Thomas i Grace (ur. 1995).

## Kariera
Jego pierwszą rolą był drobny epizod w 1983 roku, w serialu telewizyjnym Carson's Law. Na dużym ekranie zadebiutował w 1984 roku, w dramacie Street Hero. Wystąpił w około 10 filmach fabularnych, grając zazwyczaj pierwszoplanowe role m.in. Rooted, Emerging, Army Wives czy Action Replay. W roku 2013 zagrał w drugiej części popularnego horroru Wolf Creek.
Największą popularność przyniosła mu rola Joe Scully’ego w operze mydlanej Sąsiedzi - zagrał w 391 odcinkach tego popularnego serialu. W latach 1988 oraz 1989 nominowany do nagrody AFI/AACTA dla najlepszego aktora, za rolę w serialach Poor Man’s Orange oraz Halifax f.p..  
Zagrał w innych wielu popularnych w Australii jak i za granicą serialach m.in.: Więźniarki, Satysfakcja czy Policjanci z Mt. Thomas.
W latach 2012−2013 wyreżyserował i napisał scenariusz do dwóch filmów fabularnych.

## Nagrody i nominacje
- Australijska Akademia Sztuk Filmowych i Telewizyjnych AFI/AACTA
  - 1988 nominacja za: Najlepszy aktor w miniserialu za film Poor Man’s Orange,
  - 1998 nominacja za: Najlepszy aktor w dramacie telewizyjnym za film Halifax f.p., za odcinek "Afraid Of The Dark"[3].

## Filmografia
Filmy 
- 1984: Street Hero jako kumpel Yokela
- 1984: Every Move She Makes jako Tony
- 1985: Rooted jako
- 1985: Emerging jako McNair
- 1986: Army Wives jako Grant
- 1988: Breaking Loose jako Sampson
- 1989: Action Replay jako Fay
- 1990: Tender Hooks jako Wayne
- 1995: Rainbow’s End jako George
- 2008: Playing for Charlie jako Joe Ruddock
- 2013: Wolf Creek 2 jako Gary Bulmer

 Seriale 
- 1983: Carson's Law - 1 odcinek, jako Gil Bishop
- 1983-86: Więźniarki - 16 odcinków, jako Bongo Connors
- 1987: Sons and Daughters - 5 odcinków, jako Angel Jones
- 1987: Poor Man’s Orange - miniserial, jako Charlie Rothe
- 1987-91: Latający doktorzy - 2 odcinki, jako Rick/Ross Becher
- 1984-91: A Country Practice - 6 odcinków, jako Colin Scott/Barry Hamilton/Peter Neal
- 1995: Fire - 13 odcinków, jako strażak David Simpson
- 1998: Policjanci z Mt. Thomas - 2 odcinki, jako Danny Hobson
- 1998: Halifax f.p. - 1 odcinek, jako Ray
- 1999: Stingers - 2 odcinki, jako Terry Collis
- 1991-2004: Sąsiedzi - 391 odcinków, jako Joe Scully
- 2009: Dirt Game - 6 odcinków, jako Max Mees
- 2009-10: Satysfakcja - 6 odcinków, jako Karl
- 2011: Killing Time - 4 odcinki, jako Strawhorn

 Reżyser i scenarzysta 
- 2012: Sue... Has a Dick
- 2013: Schnipples